# Inonotus australiensis
Inonotus australiensis är en svampart som beskrevs av Ryvarden 2005. Inonotus australiensis ingår i släktet Inonotus och familjen Hymenochaetaceae.   Inga underarter finns listade i Catalogue of Life.